# Delias rothschildi
Delias rothschildi is een vlindersoort uit de familie van de Pieridae (witjes), onderfamilie Pierinae.
Delias rothschildi werd in 1900 beschreven door Holland, W.